# Eddie Fenech Adami
Edward ("Eddie") Fenech Adami (Birkirkara, 7 februari 1934) is een Maltees politicus, gewezen premier en president.
Hij sloot zich begin jaren 60 van de 20e eeuw aan bij de nationalistische politieke partij PN (Partit Nazzjonalista). Daar stond hij bekend als een gereserveerde, maar vastbesloten en bekwame man.
In 1969 werd hij parlementslid. Acht jaar later werd hij gekozen als partijleider. Onder zijn leiding werd de PN jonger, ruimdenkender en meer sociaal bewust. Adami's manier van besturen vond meteen veel steun onder de kiezers en in 1981 verkreeg de PN een absolute meerderheid van de stemmen.
Er moesten echter eerst constitutionele wijzigingen plaatsvinden, voordat de partij met de meeste stemmen gegarandeerd was van een meerderheid in het parlement. In 1987 won de PN de verkiezingen weer, en pas toen werd Eddie Fenech Adami premier.
Tussen 1987 en 1996 leidde Fenech Adami Malta door een periode van grote veranderingen. De infrastructuur van het land werd compleet gerenoveerd en ook het rechts- en zakensysteem kreeg een zogenaamde opknapbeurt. Sporen van het socialistische gezag van de voorafgaande 16 jaren, werden uitgeveegd, de handel werd geliberaliseerd en telecommunicatiebedrijven, banken en andere financiële instellingen werden geprivatiseerd. Al deze maatregelen resulteerden in negen jaar van economische groei. Hiermee begon ook een periode van de integratie van Malta binnen de Europese Unie.
In 2004 werd hij benoemd tot president, wat in Malta vooral een ceremoniële functie heeft. Die functie bekleedde hij tot 2009, toen George Abela tot president werd verkozen. 